# James Rudkin
James Alexander Rudkin (født 7. juli 1994 i Northampton, England) er en britisk roer.
Rudkin vandt en bronzemedalje i disciplinen otter ved OL 2020 i Tokyo. Josh Bugajski, Jacob Dawson, Moe Sbihi, Charles Elwes, Thomas George, Oliver Wynne-Griffith, Thomas Ford og styrmand Henry Fieldman udgjorde resten af mandskabet i den britiske båd. Briterne blev i finalen besejret med godt et sekund af guldmedaljevinderne fra New Zealand og med få hundrededele af Tyskland, som tog sølvet.
Rudkin har desuden vundet en EM-guldmedalje i otter ved EM 2021 i Italien, samt to VM-bronzemedaljer i samme disciplin i henholdsvis 2018 og 2019.

## OL-medaljer
- 2020:  Bronze i otter